# Foho Vatumori
Der Foho Vatumori (kurz Vatumori) ist ein osttimoresischer Berg im Verwaltungsamt Maubara (Gemeinde Liquiçá). Er hat eine Höhe von 1041 m und befindet sich im Norden der Aldeia Vatumori im Suco Gugleur. Südlich liegt das Dorf Kepelara, nördlich das Dorf Lautecas, südöstlich der Foho Laugua (1029 m) und südwestlich der Foho Uauwe (1019 m).